# Elżbieta Katolik
Elżbieta Katolik z domu Skowrońska (ur. 9 października 1949 w Prochowni k. Warszawy, zm. 1 lipca 1983 w Niedoniu) – polska lekkoatletka, biegaczka.

## Kariera
Zawodniczka Spójni Warszawa i Wisły Kraków. Olimpijka z Monachium (1972) i Moskwy (1980 – 6. miejsce w sztafecie 4 × 400 m z czasem 3:27,9). 22-krotna rekordzistka kraju (biegi na 400 m, 800 m, 1000 m, 1500 m, 400 m pł oraz w sztafetach 4 × 400 m: klubowej i reprezentacyjnej). 
W halowych mistrzostwach Europy zdobyła w biegu na 800 m złoty medal w Göteborgu (1974; wynik 2:02,38 był jednocześnie halowym rekordem starego kontynentu) i dwa brązowe medale: w Rotterdamie (1973) i San Sebastian (1977). Wywalczyła też srebrny medal w Europejskich Igrzyskach Halowych w Belgradzie (1969) w sztafecie 1 + 2 + 3 + 4 okrążenia. 
9-krotna mistrzyni Polski: 400 m, 800 m, 400 m ppł i 4 × 400 m. Także 7-krotna złota medalistka w hali (400 m). Pierwsza Polka, która przebiegła 800 m poniżej 2 minut. Rekordy życiowe: 400 m – 52,73 (1977), 800 m – 1:57,26 (1980), 1000 m – 2:37,8 (1974), 1500 m – 4:14,0 (1976), 400 m ppł – 56,91 (1977). W rankingu Track & Field News notowana 3-krotnie na 800 m: 1973 – 7. miejsce, 1974 – 6. miejsce, 1975 – 9. miejsce i raz na 400 m ppł – 4. miejsce w 1977.
Zginęła tragicznie w wypadku samochodowym w Niedoniu.